# Jessica von Bredow-Werndl
Jessica von Bredow-Werndl (Rosenheim, 16 febbraio 1986) è una cavallerizza tedesca.

## Palmarès
- Giochi olimpici

Tokyo 2020:  Oro nel dressage a squadre e nel dressage individuale.
Parigi 2024:  Oro nel dressage individuale.